# Camping (serie de televisión)
Camping es una serie de televisión de comedia estadounidense basada en la serie británica Camping creada por Julia Davis que se estrenó el 14 de octubre de 2018 en HBO.

## Sinopsis
Cuando la hermana agradable de espíritu libre de Kathryn, una esposa obsesivamente organizada y agresivamente controladora, que está casada con Walt, van al campo para un gran fin de semana, pero en su lugar se convertirá en un fin de semana de matrimonios a prueba y de crímenes de mujer contra mujer que no será muy posible de olvidar.

## Elenco y personajes

### Principales
- Jennifer Garner como Kathryn Siddell-Bauers.
- David Tennant como Walt Siddell-Bauers.
- Juliette Lewis como Jandice.
- Ione Skye como Carleen.
- Chris Sullivan como Joe.
- Arturo Del Puerto como Miguel.
- Janicza Bravo como Nina-Joy.
- Brett Gelman como George.

### Recurrentes
- Cheyenne Haynes como Sol.
- Duncan Joiner como Orvis.
- Bridget Everett como Harry.
- Rhiannon Wryn
- Yimmy Yim como Nan.
- Rene Gube como Braylen.

### Invitados
- John Riggi como Shopkeeper.
- Mary-Pat Green como Clementine.
- Busy Phillips como Allison.
- Nicole Richie como Beth-Ann.
- Hari Nef como Nia.

## Episodios
| N.º | Título                    | Dirigido por    | Escrito por                | Fecha de emisión original | Audiencia (millones) |
| --- | ------------------------- | --------------- | -------------------------- | ------------------------- | -------------------- |
| 1   | «Pilot»                   | Jenni Konner    | Lena Dunham y Jenni Konner | 14 de octubre de 2018     | 0,54                 |
| 2   | «Going to Town»           | Jenni Konner    | Lena Dunham y Jenni Konner | 21 de octubre de 2018     | —                    |
| 3   | «Fishing Trip»            | John Riggi      | John Riggi                 | 28 de octubre de 2018     | —                    |
| 4   | «Up All Night»            | Wendey Stanzler | Paula Pell                 | 4 de noviembre de 2018    | —                    |
| 5   | «Just Plain Mad»          | Jude Weng       | Travon Free y Lena Dunham  | 11 de noviembre de 2018   | —                    |
| 6   | «Carleen?!»               | Wendey Stanzler | Lena Dunham                | 18 de noviembre de 2018   | —                    |
| 7   | «Birthday Party (Part 1)» | Jude Weng       | Lena Dunham y Jenni Konner | 25 de noviembre de 2018   | —                    |
| 8   | «Birthday Party (Part 2)» | Jason Benjamin  | Lena Dunham y Jenni Konner | 2 de diciembre de 2018    | —                    |

## Producción

### Desarrollo
El 8 de febrero de 2018, se anunció que HBO había dado la orden de que se produjese una serie con una primera temporada de ocho episodios de media hora. Lena Dunham y Jenni Konner han estado desarrollando la serie con HBO por un tiempo y finalmente recibieron luz verde siguiendo el compromiso de Jennifer Garner de protagonizar. La serie está basada en la serie británica Camping creada por Julia Davis.
El 19 de marzo de 2018, se informó que Tom Lassally se había unido a la serie como productor ejecutivo. El 25 de julio de 2018, se anunció que la serie se estrenaría el 14 de octubre de 2018.

### Casting
Junto con el anuncio de la serie, se informó que Jennifer Garner había sido seleccionada para el papel principal de la serie. El 16 de marzo de 2018, se anunció que David Tennant se había unido al reparto principal. Unos días más tarde, se informó que Janicza Bravo, Arturo Del Puerto, Brett Gelman, y Juliette Lewis habían sido elegidos como principales de la serie y que Bridget Everett se unía a la serie en una capacidad recurrente. Ese mismo mes, Ione Skye también se unió al elenco principal. El 16 de mayo de 2018, se informó que Busy Philipps y Nicole Richie se habían unido al elenco de la serie.

### Rodaje
La producción comenzó a mediados de 2018 en Los Ángeles.

### Marketing
El 26 de julio de 2018, se lanzó el teaser tráiler de la serie.

## Lanzamiento
El 25 de julio de 2018, la serie tuvo un panel en la gira anual de prensa de la Asociación de Críticos de Televisión que presentaba a la productora ejecutiva, Jenni Konner y la integrante del elenco, Jennifer Garner.